# Agathis ferrugator
Agathis ferrugator är en stekelart som beskrevs av Cresson 1865. Agathis ferrugator ingår i släktet Agathis och familjen bracksteklar. Inga underarter finns listade i Catalogue of Life.